# Elie Siegmeister
Elie Siegmeister (* 15. Januar 1909 in New York City; † 10. März 1991 in Manhasset, New York) war ein US-amerikanischer Komponist und Dirigent.

## Leben
Siegmeister wurde 1909 als Sohn des Arztes William und seiner Frau Bessie Siegmeister in New York geboren. Elie entstammte einer russisch-jüdischen Einwandererfamilie und war mit der Friedensaktivistin und Anarchistin Emma Goldman bekannt. Ab 1921 besuchte er die Boys High School in Brooklyn und erhielt seine erste musikalische Ausbildung bei Leopold Wolfsohn, der auch Aaron Copland unterrichtete. Zu seinem Freundeskreis gehörten der Pianist und Komponist Israel Citkowitz, der Psychiater Joseph Wortis und Tamara Berkowitz, Enkelin von Scholem Alejchem.
Ab 1924 studierte er Harmonielehre bei Seth Bingham, Klavier bei Emil Friedberger (Schüler von Theodor Leschetizky) und Kontrapunkt bei Wallingford Riegger an der Columbia University in New York. Friedberger empfahl ihn über Eduard Steuermann bei Arnold Schönberg. Siegmeister blieb jedoch auf dem Weg nach Europa in Paris und studierte von 1927 bis 1931 bei Nadia Boulanger. 1932 reiste er zu Paul Hindemith nach Berlin, den er aber als Pädagogen ablehnte.
Von 1932 bis 1935 studierte er dann Dirigieren bei Albert Stoessel an der Juilliard School in New York. Im Jahr 1933 gründete er die Young Composers Group. Zu dessen Mitgliedern gehörten Irwin Heilner, Israel Citkowitz, Lehman Engel, Jerome Moross, Bernard Herrmann, Arthur Berger und Vivian Fine. 1933 reiste er nach Moskau und besuchte den Komponisten Grigori Schneerson. Von 1933 bis 1934 gehörte er dem Composers Collective (organisiert in der Workers Music League) um Henry Cowell, Jacob Schaefer und Leon Charles an. 1934 wurde er Lehrer für Musikgeschichte am Brooklyn College. Von 1937 bis 1938 war er Dozent an der New School for Social Research, wo er auch Kontakt zu Hanns Eisler hatte. 1938 wurde er Mitglied der American Composers Alliance und des American Music Centre, dessen Vizepräsident er von 1964 bis 1967 war. 1952 wurde er Mitglied der American Society of Composers, Authors and Publishers.
1939 gründete er die American Ballad Singers, mit denen er mehrere Jahre die USA bereiste. Von 1945 bis 1946 arbeitete er bei Projekten mit der American-Soviet Music Society zusammen. Andere aktive Mitglieder waren Aaron Copland, Leonard Bernstein, Marc Blitzstein, Sergei Kussewizki und Morton Gould. 1949 wurde er Dozent an der Hofstra University (von 1966 bis 1976 als Composer in Residence) und gründete ein Jahr später das Hofstra Symphony Orchestra, das er dirigierte. Danach war er Composer in Residence am Brevard Music Center in North Carolina. 1970 reiste er nach München, wo beim Bayerischen Rundfunk ein Komponistenportrait entstand. 1977 gründete er das Kennedy Center's National Black Music Colloquium und Competition. 1983 hielt er sich in Bellagio (Villa Serbelloni) und Berlin auf.
Im Jahr 1999, seinem 90. Jahrestag, wurde die Elie Siegmeister Society gegründet.

## Preise
- 1927: Mitglied der Phi Beta Kappa
- 1938: New Theatre Award
- 1978: Guggenheim-Stipendium
- 1989: Mitglied der American Academy of Arts and Letters

## Werke
Siegmeister komponierte neun Opern und ein Musical, sechs Sinfonien und drei sinfonische Stücke, ein Klarinetten- und ein Flötenkonzert sowie weitere Orchesterwerke, eine Filmmusik (Sie kamen nach Cordura von Robert Rossen), Lieder und Liederzyklen, kammermusikalische und Chorwerke. Seine Werke wurden von führenden Orchestern unter Leopold Stokowski, Dimitri Mitropoulos, Lorin Maazel und Sergiu Comissiona aufgeführt. So wurde seine Western Suite vom NBC Symphony Orchestra unter Arturo Toscanini 1945 uraufgeführt und vom Utah Symphony Orchestra unter Maurice Abravanel aufgenommen.

## Filmografie
- 1937: The People of the Cumberland
- 1959: Sie kamen nach Cordura (They Came to Cordura)
- 1960: The Twentieth Century

## Publikationen
- 1943: Music Lovers Handbook
- 1961: Invitation to Music
- 1965/66: Harmony and Melody

## Schüler
Zu seinen Schülern zählen Stephen Albert, Sy Brandon, Tom Cipullo, Herbert Deutsch, Daniel Dorff, Barry Drogin, Naomi Drucker, Jack Gallagher, Gerald Humel, Lauren Keiser, Stephen Lawrence, Leonard Lehrman, Roger Nierenberg, Joseph Pehrson, Dana Paul Perna, Michael Jeffrey Shapiro und Richard White.